# Guaranita munda
Guaranita munda là một loài nhện trong họ Pholcidae. Loài này được phát hiện ở Brasil và Argentina.